# محمد بابطين
محمد حسن بابطين لاعب كرة قدم سعودي ، يلعب في حارس مرمى في نادي أحد .

## مسيرة اللاعب
لعب في نادي الانتصار ونادي أحد.